# Mesocoelium
Genre
Mesocoelium est un genre de trématodes de la famille des Mesocoeliidae.

## Hôtes
Ce genre regroupe les espèces suivantes[réf. nécessaire] :
- Mesocoelium americanum Harwood, 1932
- Mesocoelium angustisomum Zhang, 1996
- Mesocoelium asymmetrovitellarius Kumari & Verma, 1993
- Mesocoelium brachyenteron Dollfus, 1954
- Mesocoelium brevicaecum Ochi in Goto & Ozaki, 1929
- Mesocoelium brieni Vercammen-Grandjean, 1960
- Mesocoelium burdwanensis Mukherjee, 1968
- Mesocoelium burti Fernando, 1933
- Mesocoelium buttnerae Vercammen-Grandjean, 1960
- Mesocoelium cameroonense Saoud, 1964
- Mesocoelium caparti Vercammen-Grandjean, 1960
- Mesocoelium carli Andre, 1915
- Mesocoelium crossophorum Perez Vigueras, 1942
- Mesocoelium danforthi Hoffman, 1935
- Mesocoelium dolichenteron Richard, 1965
- Mesocoelium dubium Yuen, 1965
- Mesocoelium elongatum Goto & Ozaki, 1929
- Mesocoelium gabonensis Maeder, 1969
- Mesocoelium geomydae Ozaki, 1936
- Mesocoelium georgesblanci Dollfus, 1954
- Mesocoelium incognitum Travassos, 1921
- Mesocoelium japonicum Goto & Ozaki, 1930
- Mesocoelium lanceatum Goto & Ozaki, 1929
- Mesocoelium leiperi Bhalerao, 1936
- Mesocoelium magrebense Dollfus, 1954
- Mesocoelium malayanum Palmieri & Sullivan, 1977
- Mesocoelium maroccanum Dollfus, 1951
- Mesocoelium marrsi Fernando, 1933
- Mesocoelium megaloon Johnston, 1912
- Mesocoelium meggitti Bhalerao, 1927
- Mesocoelium melanostictii Rao, 1989
- Mesocoelium melanostictusi Singh & Prasad, 1984
- Mesocoelium mesembrinum Johnston, 1912
- Mesocoelium micreatum Zhu Hua, 1986
- Mesocoelium microon Nicoll, 1914
- Mesocoelium minutum Park, 1939
- Mesocoelium mithilae Kanth & Srivastava, 1989
- Mesocoelium monas (Rudolphi, 1819)
- Mesocoelium monodi Dollfus, 1929
- Mesocoelium oligoon Johnston, 1912
- Mesocoelium ovatum Goto & Ozaki, 1930
- Mesocoelium pearsei Goto & Ozaki, 1930
- Mesocoelium pesteri Saoud, 1964
- Mesocoelium scatophagi Fischthal & Kuntz, 1965
- Mesocoelium schwetzi Dollfus, 1950
- Mesocoelium sibynomorphi Ruiz & Leao, 1943
- Mesocoelium sociale (Lühe, 1901)
- Mesocoelium sulcatum (Rudolphi, 1809)
- Mesocoelium thapari Gupta & Jahan, 1978
- Mesocoelium travassosi Pereira & Cuocolo, 1940
- Mesocoelium tritoni Matskasi, 1990
- Mesocoelium varunae Baugh, 1957
- Mesocoelium waltoni Pereira & Cuocolo, 1940
- Mesocoelium zhejiangensis Sun & Jiang, 1986